# Хартлиб, Сэмюэль
Сэмюэль Хартлиб (ок. 1600 — 10 марта 1662) — английский полимат немецкого происхождения. Активно способствовал развитию различных отраслей научного знания, медицины, сельского хозяйства, политики и образования. Членами или корреспондентами «кружка Хартлиба» были многие из крупнейших учёных его времени.

## Биография
О происхождении Хартлиба известно мало. В письме 1660 года к Джону Уортингтону он сообщил, что его отец был польским торговцем, а их семья была родом из Литвы. Приняв протестантизм, отец Хартлиба был вынужден, спасаясь от преследования иезуитов, бежать в Пруссию. Матерью Сэмюэля была дочь богатого английского купца в Данциге. Примерно в 1625 году Сэмюэль Хартлиб переехал в Англию, для продолжения образования. Затем он занимался разными торговыми делами, но с 1637 года его стали больше занимать научные вопросы. Он познакомил соотечественников с трудами Яна Амоса Коменского и поддерживал бедных студентов. В 1644 году поэт Джон Мильтон посвятил Хартлибу свой трактат об образовании. В дальнейшем Хартлиб опубликовал значительное количество трактатов по различным вопросам науки и промышленности. В знак признания его заслуг в развитии сельского хозяйства в 1646 году ему Парламентом была назначена пенсия в 100 фунтов. Однако эта пенсия выплачивалась не регулярно, и в первые годы Реставрации Хартлиб писал лорду Херберту о своём бедственном положении. Просьбы к правительству о финансовой помощи не были услышаны, видимо, в связи с его прежними республиканскими высказываниями. Вероятно, последний период своей жизни Хартлиб жил в Оксфорде, тесно общаясь с небольшой группой учёных, впоследствии основавших Королевское общество.
Сведения о семействе Хартлиба содержатся в дневнике Сэмюэла Пипса. В 1629 году Хартлиб женился на Мэри Бирмингем (Mary Burmingham, ум. ок. 1660), дочери Филипа Бирмингема. В этом браке было как минимум 6 детей. Одна из дочерей Хартлиба по имени Мэри вышла замуж за врача и химика Фредерика Клода, другая (Анна) вышла замуж за торговца и проповедника из Утрехта Иоганна Ротэ.

## Кружок Хартлиба
Возложив на себя миссию по сбору и распространению всякого рода информации, Хартлиб, вместе со своим другом Джон Дьюри, организовал попечение над проектами в области образования. Хотя до некоторой степени эти инициативы поддерживал Парламентом, попытка Хартлиба организовать государственный Office of Address и получить постоянное финансирование ни к чему не привела. В 1630-х годах началась регулярная переписка с французским кружком Марена Мерсенна, а с 1634/35 года Дьюри общался с Рене Декартом и Теодором Хааком. Аналогичную деятельность вёл маркиз Ньюкасла, с католическим кружком которого группа Хартлиба также поддерживала отношения. Когда Джон Пелл из кружка Ньюкасла написал небольшой пансофический трактат в 1630-х годах для Хартлиба, через Хаака он попал Мерсенну. В 1640-х годах Нькасл и его окружение эмигрировали в Париж, где их общение с группой Мерсенна стало ещё более тесным. Там же и тогда же к ним присоединились Кенелм Дигби и Уильям Петти, тесно сотрудничавшие и Хартлибом.
После смерти Хартлиба деятельность по координации научного сообщества перешла к зятю Дьюри, Генри Ольденбургу, впоследствии — секретарю Королевского общества.

## Труды
Помимо переписки, Хартлибу принадлежит несколько трактатов. Авторство утопического трактата «Описание знаменитого королевства Макария», вышедший под его именем в 1641 году, в настоящее время приписывают его другу, Гэбриэлю Плэттсу. В том же году Хартлиб издал трактат «Relation of that which hath been lately attempted to procure Ecclesiastical Peace among Protestants». Вместе с прибывшим в Англию Яном Коменским он ратовал за религиозную реформу и терпимость, против пресвитериан, доминировавших в Долгом парламенте.
В 1634—1660 годах Хартлиб вёл дневник, названный им «Эфемериды» (записи с конца 1643 по весну 1648 год утрачены), содержащий заметки в том числе по алхимическим занятиям. В середине 1640 года Хартлиб познакомился с Робертом Бойлем и начал оказывать на него влияние. Со своей стороны, Хартлиб проявил интерес к его исследованиям, и сообщал Бойлю о европейских открытиях. Из известных алхимиков того времени к группе Хартлиба были близки Евгений Филалет (настоящее имя Томас Воган) и Ириней Филалет, под именем которого скрывался, скорее всего, американский алхимик Джордж Старки.